# Frużelina

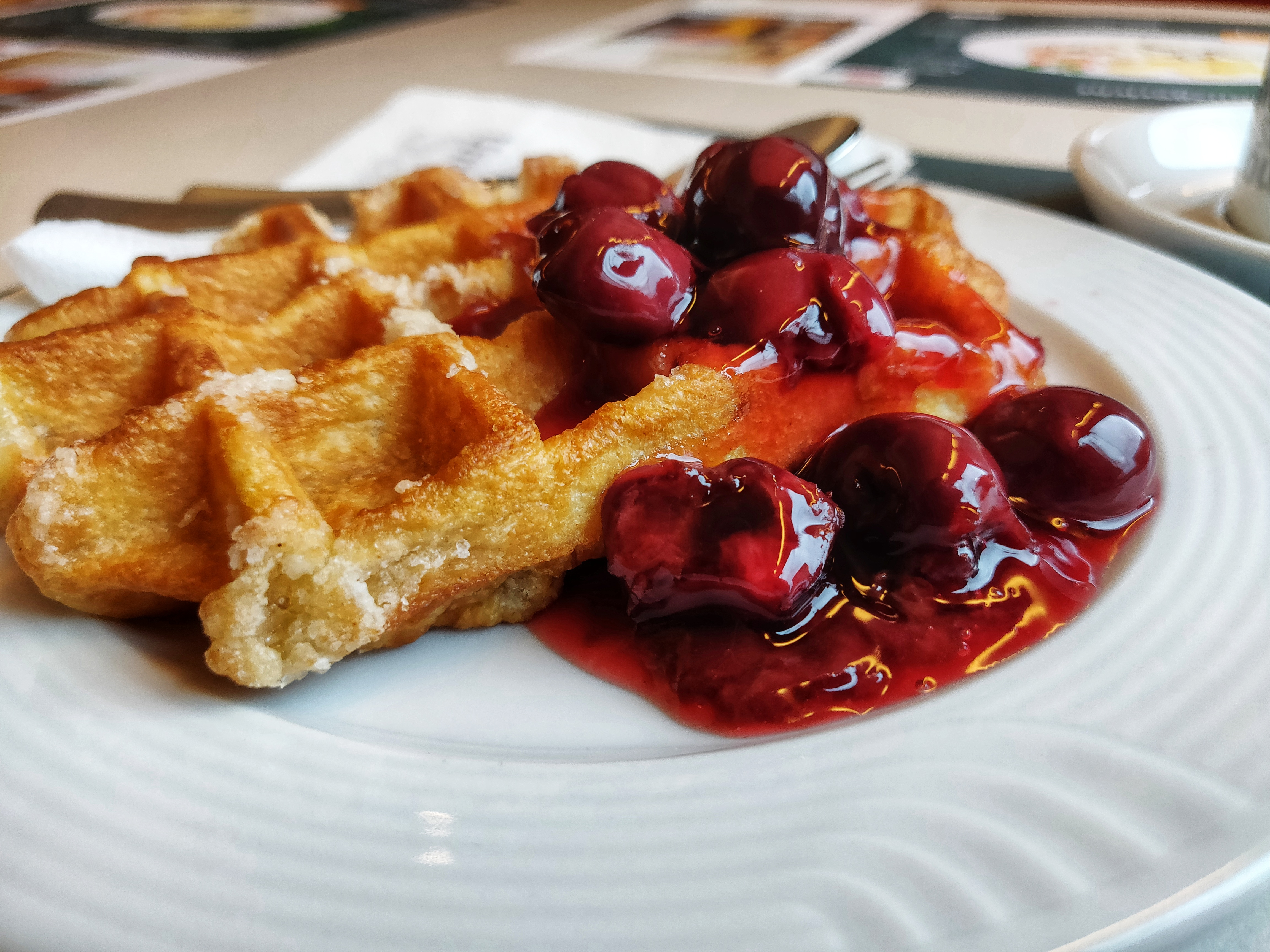
Gofry z frużeliną

Frużelina − przetwór owocowy sporządzony z kawałków owoców zatopionych w żelu o konsystencji przypominającej tężejącą galaretkę lub kisiel. Jest to popularny dodatek do różnego rodzaju ciast, gofrów czy lodów.
Owoce często wykorzystywane do przyrządzania frużeliny to na przykład wiśnie, truskawki, maliny.
Frużelina jest zastrzeżoną nazwą produktów przedsiębiorstwa Prospona, jednak na drodze pospolicenia weszła do języka potocznego.